# Heid (Eisfeld)
Heid ist ein Ortsteil der Stadt Eisfeld im Landkreis Hildburghausen in Thüringen.

## Lage
Heid liegt südöstlich von Eisfeld an der Kreisstraße 530 am Fuß der Vorberge zum Thüringer Schiefergebirge im Werratal. Die Bahnstrecke der Bahnstrecke Eisfeld–Sonneberg führt direkt nördlich am Dorf vorbei.

## Geschichte
Die urkundliche Ersterwähnung von Heid fand 929 statt. Ab 1528 bis 1945 gehörte Heid zum Sprengel der evangelisch-lutherischen Kirche in Rottenbach im Coburger Land.
58 Personen leben im Ortsteil, der 1957 nach Eisfeld eingemeindet wurde.